# بیماری فابری
بیماری فابری (به انگلیسی: Fabry disease) که با نام بیماری اندرسون-فابری نیز شناخته می‌شود، یک بیماری ژنتیکی نادر است که می‌تواند بسیاری از قسمت‌های بدن از جمله کلیه‌ها، قلب و پوست را درگیر کند. این بیماری جزء بیماری‌های ذخیره‌ای لیزوزومال است. جهش ژنتیکی که باعث بیماری فابری می‌شود، با عملکرد آنزیمی که مولکول‌های زیستی معروف به اسفنگولیپیدها را پردازش می‌کند، تداخل می‌کند و منجر به تجمع این مواد در دیوارۀ رگ‌های خونی و سایر اندام‌ها می‌شود (به زبان ساده‌تر چربی (اسفنگولیپید) در لیزوزوم سلول‌ها تجمع می‌یابد و متابولیزه نمی‌شود). وراثت این بیماری ژنتیکی وابسته به ایکس می‌باشد.
بیماری فابری گاهی با استفاده از آزمایش خونی که فعالیت آنزیم آسیب‌دیده‌ای به نام آلفا گالاکتوزیداز را اندازه‌گیری می‌کند، تشخیص داده می‌شود؛ اما گاهی از آزمایش ژنتیک، به‌ویژه در زنان استفاده می‌شود.
درمان بیماری فابری بسته به اندام‌هایی که تحت تأثیر این عارضه قرار می‌گیرند، متفاوت است و می‌توان با جایگزین کردن آنزیمی که وجود ندارد علت اصلی را برطرف کرد.

## علائم و نشانه‌ها

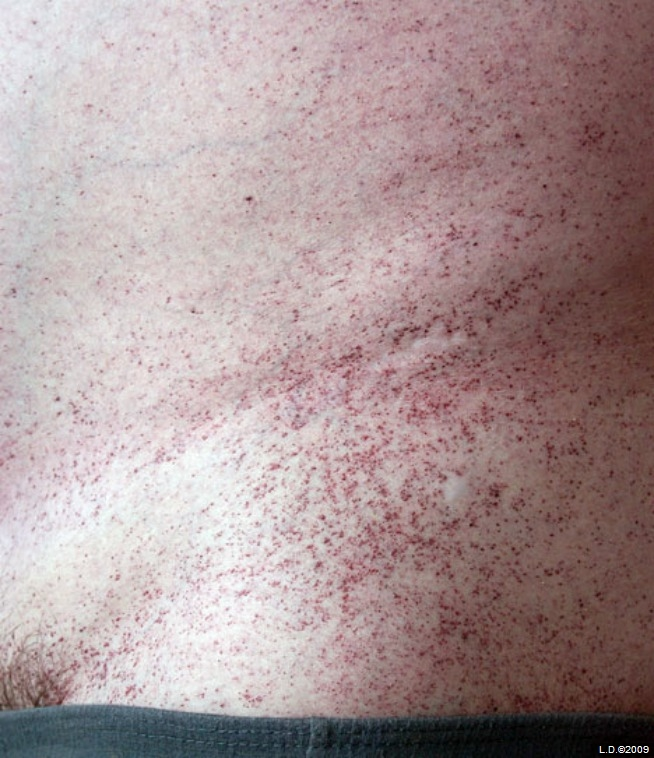
بثورات پوستی ناشی از بیماری فابری (آنژوکراتوما)

علائم بیماری فابری معمولاً برای اولین بار در اوایل دوران کودکی بروز پیدا می‌کنند و تشخیص آن به علت نادر بودن می‌تواند بسیار دشوار باشد. نشانه‌های این بیماری معمولاً با افزایش سن از نظر تعداد و شدت افزایش می‌یابند.
تب، حالت تهوع، اسهال، جوش‌های قرمز و نارسایی کلیه از علائم این بیماری می‌باشند.